# Fares Arnaout
Mohamed Fares Arnaout (Syria, 31 gennaio 1997) è un calciatore siriano, difensore dell'Al-Fotuwa.

## Statistiche

### Presenze e reti nei club
| Stagione        | Club            | Campionato      | Campionato | Campionato | Coppe nazionali | Coppe nazionali | Coppe nazionali | Coppe continentali | Coppe continentali | Coppe continentali | Supercoppe | Supercoppe | Supercoppe | Totale | Totale |
| Stagione        | Club            | Comp            | Pres       | Reti       | Comp            | Pres            | Reti            | Comp               | Pres               | Reti               | Comp       | Pres       | Reti       | Pres   | Reti   |
| --------------- | --------------- | --------------- | ---------- | ---------- | --------------- | --------------- | --------------- | ------------------ | ------------------ | ------------------ | ---------- | ---------- | ---------- | ------ | ------ |
| 2016-2017       | Al-Jazira       | PL              | 14         | 1          | CS              | 0               | 0               | -                  | -                  | -                  | -          | -          | -          | 14     | 1      |
| 2022-2023       | Goa             | ISL             | 19         | 1          | SC              | 3               | 1               | -                  | -                  | -                  | DC         | -          | -          | 22     | 2      |
| 2023-feb.2024   | Al-Zawraa       | PL              | 0          | 0          | CI              | 0               | 0               | AFC Cup            | 0                  | 0                  | -          | -          | -          | 0      | 0      |
| Totale Carriera | Totale Carriera | Totale Carriera | 33         | 2          |                 | 3               | 1               |                    | -                  | -                  |            | -          | -          | 36     | 3      |

### Cronologia presenze e reti in nazionale
| Cronologia completa delle presenze e delle reti in nazionale ― Siria | Cronologia completa delle presenze e delle reti in nazionale ― Siria | Cronologia completa delle presenze e delle reti in nazionale ― Siria | Cronologia completa delle presenze e delle reti in nazionale ― Siria | Cronologia completa delle presenze e delle reti in nazionale ― Siria | Cronologia completa delle presenze e delle reti in nazionale ― Siria | Cronologia completa delle presenze e delle reti in nazionale ― Siria | Cronologia completa delle presenze e delle reti in nazionale ― Siria |
| Data                                                                 | Città                                                                | In casa                                                              | Risultato                                                            | Ospiti                                                               | Competizione                                                         | Reti                                                                 | Note                                                                 |
| -------------------------------------------------------------------- | -------------------------------------------------------------------- | -------------------------------------------------------------------- | -------------------------------------------------------------------- | -------------------------------------------------------------------- | -------------------------------------------------------------------- | -------------------------------------------------------------------- | -------------------------------------------------------------------- |
| 8-7-2019                                                             | Ahmedabad                                                            | Siria                                                                | 5 – 2                                                                | Corea del Nord                                                       | Coppa Intercontinentale 2019 - 1º turno                              | -                                                                    |                                                                      |
| 10-7-2019                                                            | Ahmedabad                                                            | Tagikistan                                                           | 2 – 0                                                                | Siria                                                                | Coppa Intercontinentale 2019 - 1º turno                              | -                                                                    | 71’                                                                  |
| 16-7-2019                                                            | Ahmedabad                                                            | India                                                                | 1 – 1                                                                | Siria                                                                | Coppa Intercontinentale 2019 - 1º turno                              | -                                                                    |                                                                      |
| 12-11-2020                                                           | Sharja                                                               | Uzbekistan                                                           | 0 – 1                                                                | Siria                                                                | Amichevole                                                           | -                                                                    |                                                                      |
| 16-11-2020                                                           | Sharja                                                               | Giordania                                                            | 1 – 0                                                                | Siria                                                                | Amichevole                                                           | -                                                                    |                                                                      |
| 25-3-2021                                                            | Manama                                                               | Bahrein                                                              | 3 – 1                                                                | Siria                                                                | Amichevole                                                           | -                                                                    |                                                                      |
| 30-3-2021                                                            | Teheran                                                              | Iran                                                                 | 3 – 0                                                                | Siria                                                                | Amichevole                                                           | -                                                                    |                                                                      |
| 4-6-2021                                                             | Sharja                                                               | Maldive                                                              | 0 – 4                                                                | Siria                                                                | Qual. Mondiali 2022                                                  | -                                                                    | 40’ 46’                                                              |
| 7-6-2021                                                             | Sharja                                                               | Guam                                                                 | 0 – 3                                                                | Siria                                                                | Qual. Mondiali 2022                                                  | -                                                                    |                                                                      |
| 15-6-2021                                                            | Sharja                                                               | Cina                                                                 | 3 – 1                                                                | Siria                                                                | Qual. Mondiali 2022                                                  | -                                                                    |                                                                      |
| Totale                                                               |                                                                      | Presenze                                                             | 10                                                                   |                                                                      | Reti                                                                 | 0                                                                    |                                                                      |

## Palmarès

### Competizioni nazionali
- Prima Lega: 2

Al-Jaish: 2017-2018, 2018-2019
- Coppa di Siria: 1

Al-Jaish: 2018
- Supercoppa di Siria: 1

Al-Jaish: 2018
- Coppa della Federazione calcistica del Bahrein: 1

Al-Muharraq: 2021

### Competizioni internazionali
- Coppa dell'AFC: 1

Al-Muharraq: 2018